# Елизаветинка (Чистоозёрный район)
Елизаве́тинка — село в Чистоозёрном районе Новосибирской области России. Административный центр Елизаветинского сельсовета.

## География
Село находится между озёрами Северное и Южное, на расстоянии 8 км к северо-западу от рабочего посёлка Чистоозёрное, административного центра района. Абсолютная высота — 110 м над уровнем моря.

### Часовой пояс
Село Елизаветинка, как и вся Новосибирская область, находится в часовой зоне МСК+4. Смещение применяемого времени относительно UTC составляет +7:00.

## История
Первоначальное название села — Елизаветинка-Пестровка. Появилось до строительства железнодорожной ветки приблизительно на рубеже XVII—XVIII веков.

## Население
| 2002 | 2007 | 2010 |
| ---- | ---- | ---- |
| 524  | ↗538 | ↘472 |

## Улицы
- ул. Зелёная,
- ул. Центральная,
- ул. Южная[6].

## Инфраструктура
В селе действуют средняя общеобразовательная школа, почтовое отделение, библиотека.

## Известные уроженцы
- Милащенко, Николай Захарович (1932—2025) — советский и российский учёный. Доктор сельскохозяйственных наук. Академик РАН.